# Onthophagus hemichalceus
Onthophagus hemichalceus är en skalbaggsart som beskrevs av D'orbigny 1915. Onthophagus hemichalceus ingår i släktet Onthophagus och familjen bladhorningar. Inga underarter finns listade i Catalogue of Life.